# Atalopedes
Atalopedes là một chi bướm ngày thuộc họ Bướm nâu.